# Holland Oto
Holland Oto is een Nederlandse producent van modelauto's, gevestigd in Weert.
Holland Oto maakt miniaturen van vrachtauto's en autobussen op een schaal van 1:87. Holland Oto richt zich met name op bedrijven, die de miniatuurmodellen verkopen of weggeven als relatiegeschenk.
De ontstaansgeschiedenis is niet geheel zeker. De fabrikant Efsi werd aan het eind van haar bestaan omgedoopt in Holland Oto. Kort daarna werden de mallen overgenomen door de huidige eigenaar, een ondernemer uit Weert. Sommige modellen van Efsi worden in Holland Oto doosjes aangetroffen. Vermoedelijk is dit rond 1994 gebeurd. In dat jaar is de huidige directeur aangetreden.
Holland Oto heeft ook een zusteronderneming; Compact Specials Europe, eveneens gevestigd in Weert. Deze maakt vrachtauto's en bussen in schaal 1:50. Sinds enige jaren maakt het voornamelijk modelautobussen die tegenwoordig in zowel 1:50 als 1:87 worden uitgevoerd.